# Bremsart

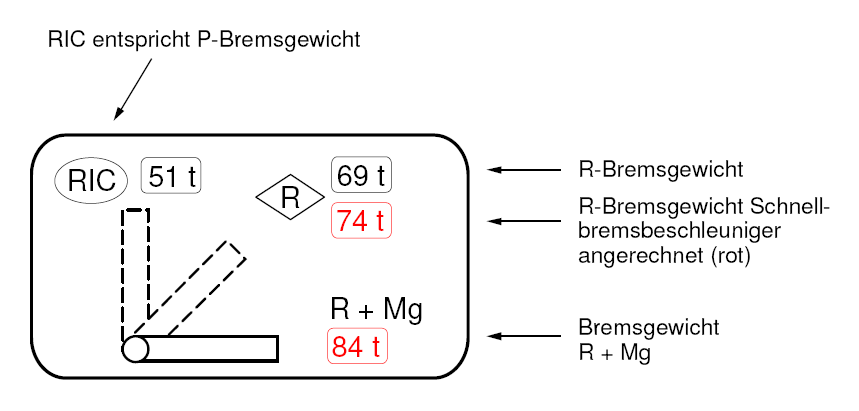
Darstellung der Umstellvorrichtung eines Reisezugwagens

Die Bremsart unterscheidet Bremsen von Eisenbahnfahrzeugen nach ihrer Bremswirkung, die sie aufbringen können, ihrer Ansprechzeit, und ihrer Energiequelle. Dazu wird bei der am weitesten verbreiteten Bremsbauart, der automatischen Druckluftbremse je nach Bremsstellung zwischen den schnellwirkenden Personenzugbremsen und der langsamwirkenden Güterzugbremse unterschieden.

## Geschichte und Grundlagen
Die Unterscheidung zwischen unterschiedlichen Bremsarten hat direkt mit der Entwicklung der Bremsen bei der Eisenbahn zu tun. Die anfänglich vorhandene Handbremse als Haupt- bzw. einzige Bremsart wurde später durch andere Bremsarten wie die direkt wirkende Dampfbremse oder indirekt wirkende Bremsarten, die auch ein automatisches Bremsen bei Zugtrennung ermöglichten, ergänzt und schließlich ganz abgelöst. Durchgesetzt haben sich pneumatische Systeme, die entweder mit Unter- (Saugluftbremse) oder Überdruck (Druckluftbremse) arbeiten.
Die automatische Druckluftbremse konnte sich bei Vollbahnen durchsetzen, da sie am leistungsfähigsten ist und auch das konstruktiv notwendige Steuerventil so gebaut werden kann, dass es in mehr als einer Bremsart funktioniert (somit unterschiedliche Brems- und Lösezeiten haben kann).
Demgegenüber ist die automatische Saugluftbremse bzw. Vakuumbremse zwar konstruktiv einfacher aufgebaut, benötigt für eine verbesserte Bremswirkung aber immer ein zusätzliches Steuerventil. Bei einer wirklich leistungsfähigen Saugluftbremse ist die eigentliche Quelle der Bremskraft auch nicht mehr die Umgebungsluft, sondern Druckluft. Deswegen wird diese Bremsart auch vakuumgesteuerte Druckluftbremse genannt, da nur noch der Steuerbefehl mit der Saugluftleitung übertragen wird.
Heute wird bei der automatischen Druckluftbremse je nach Bremsstellung zwischen den Personenzugbremsen (früher bei der DR und ihren Nachfolgern Teil der Bremsart I) und der Güterzugbremse (früher bei der DR Teil der Bremsart II) unterschieden, weil mit Rücksicht auf die zulässige Länge und die Höchstgeschwindigkeit der Züge entsprechende Anforderungen an die Bremsen gestellt werden.
Die Umstelleinrichtung für Druckluftbremsen ermöglicht das wahlweise Anpassen der Bremse an die Bremsstellung des Zuges. Triebfahrzeuge sind mit einem GP-, GPR- oder GR-Wechsel, Wagen hauptsächlich mit einem GP- oder P/R-, P/R+Mg oder P/R/R+Mg-Wechsel ausgerüstet.
Es gibt auch Fahrzeuge, die keinen Bremsstellungswechsel aufweisen. So können bestimmte Triebzugbaureihen nur artrein verkehren. Mitunter sind auch Wagen anzutreffen, etwa die EW I und EW II der SBB, die nur über die Bremsstellung R verfügen. Anfänglich war es bei Güterwagen üblich, diese nur mit der Güterzugbremse auszurüsten, dann war aber die Höchstgeschwindigkeit auf 80 bis 90 km/h begrenzt. Bei schnelllaufenden Güterwagen bis 100 [S] bzw. 120 [SS] km/h ist die Ausrüstung mit zwei Bremsstellungen – und damit einem GP-Wechsel – Pflicht. Wenn Fahrzeuge in einem Zug mitlaufen sollen, dessen niedrigere Bremsstellung nicht einstellbar ist, dann ist die Bremse dieses Fahrzeuges zur Vermeidung von Überbremsungen auszuschalten.
Die Umstellung zwischen den Bremsstellungen erfolgt von Hand, wobei sie bei jedem Fahrzeug des Zuges getrennt vorgenommen werden muss. Bei Wagen mit manuellem Lastwechsel ist dieser in Abhängigkeit davon, ob das Gesamtgewicht des Wagens das an der Umstelleinrichtung angegebene Umstellgewicht erreicht in die Stellung „leer“, „beladen“ oder ggf. „teilbeladen“ zu bringen.

## Personenzugbremsen

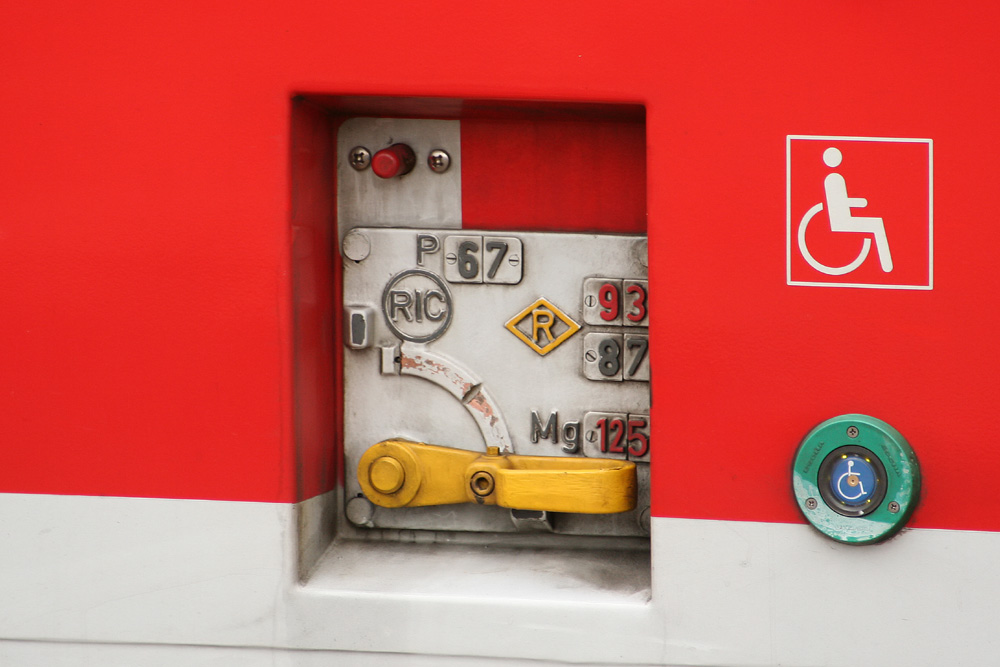
Umstellvorrichtung zur Wahl der Bremsstellung an einem Doppelstockwagen der DB AG

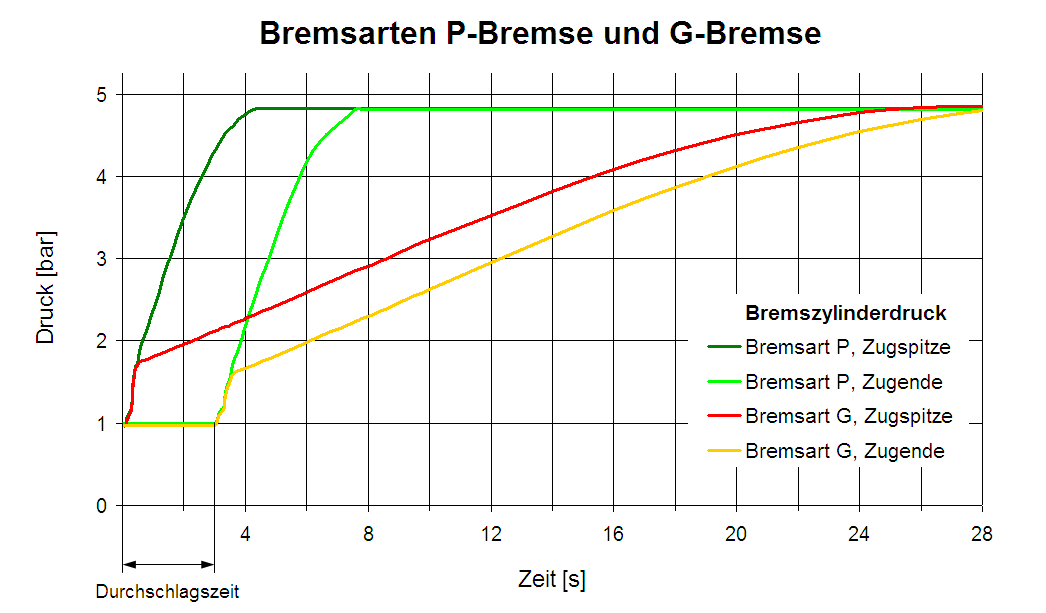
Die Bremszylinderfüllzeiten hängen von der Bremsstellung ab. In P werden die Luftdurchgänge im Steuerventil weniger gedrosselt als in der langsamer wirkenden Bremsstellung G.

Weil schnell fahrende Züge einen längeren Bremsweg benötigen, brauchen sie eine entsprechend schnell wirkende Bremse.

### Personzugbremse, P-Bremse oder UIC-Bremse
Die P-Bremse (Bremsstellung P oder RIC-Bremse) ist eine schnell wirkende Bremsart, die für leichte bis mittelschwere Züge verwendet wird. Die Bremszylinderfüllzeit beträgt etwa drei bis fünf Sekunden und die Lösezeit etwa 10 bis 20 Sekunden. Diese kurzen Druckentwicklungszeiten setzen voraus, dass alle Bremsen des Wagenmaterials gleichmäßig wirken und die Fahrzeuge straff gekuppelt sind. Mit der P-Bremse ist ein Bremsverhältnis von zirka 110 % erreichbar. Diese Bremsart ist so ausgelegt, dass sie ihre Bremsleistung ohne Überwachung aufbringen kann. Sie funktioniert im Gegensatz zur Hochleistungsbremse auch ohne zusätzliche Bauteile (Gleitschutz) auf rein pneumatischer Basis.

### Hochleistungsbremse, R-Bremse
Die Hochleistungsbremse oder Rapid-Bremse (früher S [schnell] oder SS [sehr schnell], Bremsstellung R), ist eine Weiterentwicklung der P-Bremse. Bei höheren Geschwindigkeiten bis zu 160 km/h können die nötigen Bremswege nur eingehalten werden, wenn die Bremsen der Fahrzeuge, welche mit Bremsklötzen aus Grauguss ausgerüstet sind, im oberen Geschwindigkeitsbereich verstärkt wirken. Damit die Bremskräfte trotz des sich ändernden Reibungswertes möglichst gleich bleiben, wird der Bremsklotzdruck bei Geschwindigkeiten über einem bestimmten Wert (z. B. 80 km/h) erhöht. Bei Abnahme der Geschwindigkeit unter einen bestimmten Wert (z. B. 50 km/h) wird der Bremsklotzdruck wieder auf den normalen Wert reduziert, womit ein Blockieren der Räder vermieden wird.
Bei Fahrzeugen mit Scheibenbremsen oder Kunststoff-Bremssohlen kann auf die geschwindigkeitsabhängige R-Bremse verzichtet werden, weil der Reibungswert über den ganzen Geschwindigkeitsbereich unverändert bleibt. Hier wird bei der Hochleistungsbremse nur der Bremsdruck gegenüber dem der P-Bremse erhöht.
Die R-Bremse kann erheblich mehr als 100 % Bremsverhältnis aufbringen. Um ein Blockieren der Räder zu vermeiden, benötigt die R-Bremse einen Gleitschutz, der in älteren Fahrzeugen mechanisch, in modernen Fahrzeugen elektronisch gesteuert wird.
Wenn die Bremskraft noch weiter gesteigert werden soll, als mit der Hochleistungsbremse üblicherweise aufgebracht wird, sind neue Bremsangriffspunkte nötig. Dies schlicht aus dem Grund, dass bei etwa 170 Bremshundertstel mit der Hochleistungsbremse die physikalischen Grenzen ausgenutzt sind und die Haftung zwischen Schiene und Rad nicht mehr zulässt. Diese Zusatzbremsen sind als Schienenbremse ausgeführt, die wie die Magnetschienenbremse in der Wirkstellung die Schiene berühren oder wie die Wirbelstrombremse berührungsfrei arbeiten.

## Güterzugbremse

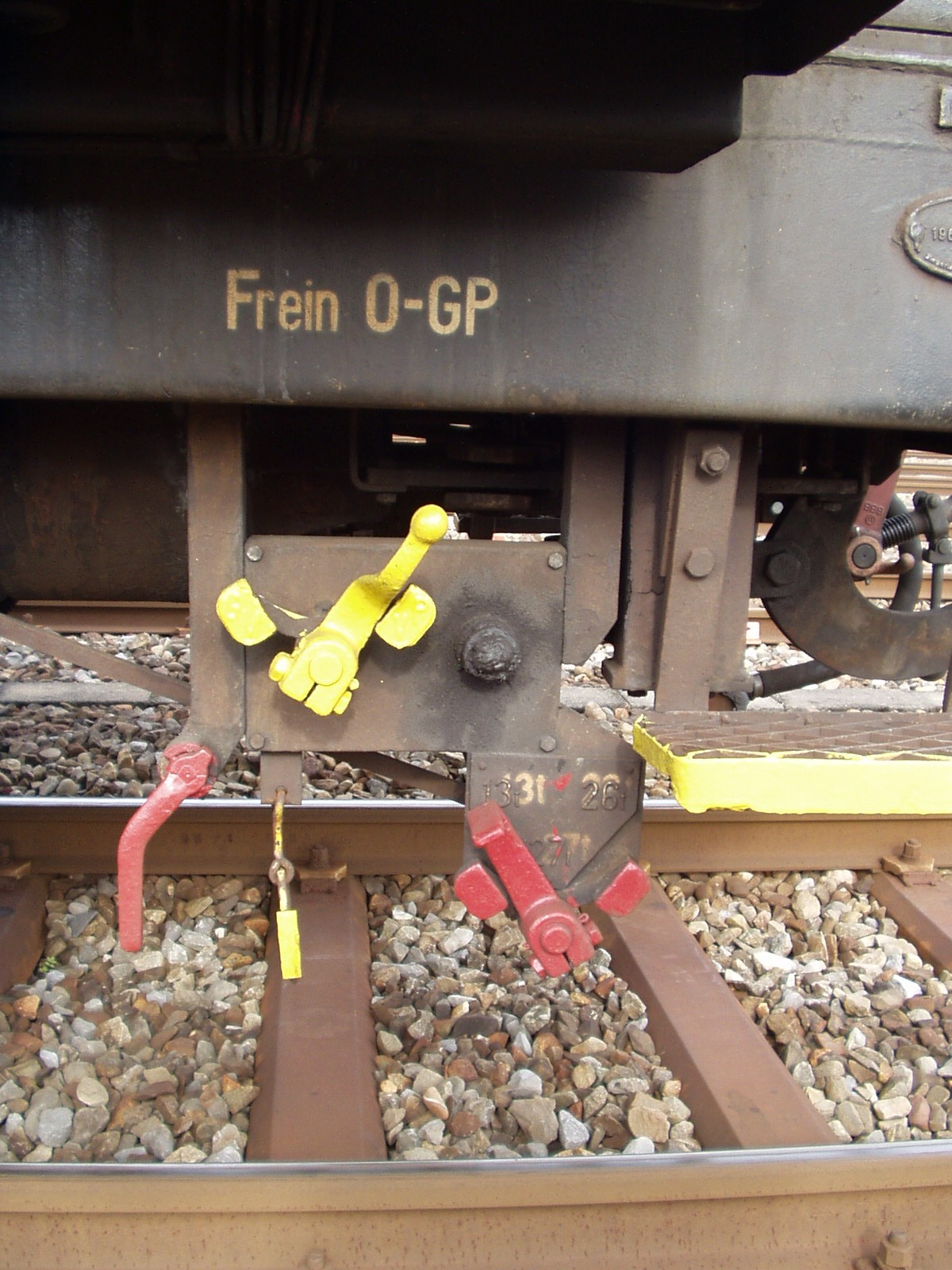
Umstellvorrichtung für die Druckluftbremse(gelb) eines Güterwagens. Oben in weißer Schrift die Bremsbauart. Hier handelt es sich um eine Oerlikon-Bremse mit den Bremsstellungen G und P. Der manuelle Lastwechsel wird rechts mit dem roten Kurbelgriff eingestellt.

Die Güterzugbremse oder G-Bremse (Bremsstellung G), international gelegentlich M für marchandises (französisch Güter), ist eine langsam wirkende Bremsart, die längere Bremswege zur Folge hat. Sie wird für schwere, aus nicht einheitlichem Wagenmaterial bestehenden oder für extrem lange Züge verwendet. Das unterschiedliche Wagenmaterial und die verschiedenen Beladungszustände bewirken eine unterschiedliche Abbremsung der einzelnen Wagen und dadurch starke Stauchungen und Zerrungen im Zugverband, die zu Pufferübergreifungen und beim Reißen der Kupplungen zur Zugtrennung führen könnten. Die G-Bremse ist so ausgelegt, dass bei einer Bremsung die einzelnen Bremsen möglichst rasch ansprechen und die Bremskraft anschließend verhältnismäßig langsam aufgebaut wird. Die in den Kupplungen und Puffern auftretenden Zug- und Stoßkräfte können sich somit allmählich ausgleichen. Aus den gleichen Gründen muss beim Lösen der Bremse die Bremskraft langsam abnehmen.
Die Bremszylinderfüllzeit beträgt, zur Reduktion von auftretenden Längskraftdifferenzen, in Abhängigkeit von der Zuglänge etwa 18 bis 30 Sekunden. Die Lösezeit liegt bei etwa 45 bis 60 Sekunden. Zur Bremszylinderfüllzeit muss die Durchschlagszeit addiert werden, weil es eine gewisse Zeit dauert, bis die Luftdruckabsenkung durch die Luftleitung beim Zugschluss angekommen ist. Die Durchschlagsgeschwindigkeit liegt bei modernen Zügen bei 250 bis 280 m/s, mit alten Steuerventilen ohne Schnellbremsbeschleuniger bei 90 bis 180 m/s.

### Züge mit G- und P-Bremse
Bei schweren Güterzügen in Bremsstellung P muss eine Mischung aus G- und P-gebremsten Fahrzeugen erfolgen, um ein Stauchen des Zuges zu verhindern. Bei der Fahrt durch enge Bögen und vor allem bei engen Gegenbögen besteht dabei die Gefahr, dass die Spurkränze an der Schienenkopfflanke aufsteigen und eine Entgleisung auslösen.
Bei Güterzügen mit mehr als 600 (Schweiz) bzw. über 800 (Deutschland) Tonnen Wagenzuggewicht sind alle arbeitenden Triebfahrzeuge an der Spitze des Zuges in die Bremsstellung G zu stellen,
über 1200 Tonnen zusätzlich die ersten 5 Fahrzeuge in die langsamwirkende Bremsstellung G gestellt werden.
Die Bremsen der weiter hinten angeordneten Wagen verbleiben hingegen in Bremsstellung P und sprechen somit schneller an als die der vorderen Fahrzeuge. Wegen des bei einer Bremsung mit einer Geschwindigkeit bis etwa 280 m/s nach hinten durch den Zugverband wandernden Luftdruckunterschiedes setzt jedoch die Bremsung bei den hinteren Fahrzeugen erst mit einer gewissen zeitlichen Verzögerung ein. Das Zusammenspiel aus zeitlich verzögertem Einsetzen der Bremse mit jedoch schnellerer Ansprechzeit verteilt die Bremskraft gleichmäßig im Zugverband.
Durch die Umsetzung der TSI Betrieb ist dieses Vorgehen nicht mehr in netzzugangsrelevanten Regelwerken enthalten und fällt in die Verantwortung der Verkehrsunternehmen.

## Ergänzende Bremsen
Mit weiteren Bremseinrichtungen kann das Bremsvermögen der Druckluftbremse erhöht oder ergänzt werden:
- In den Bremsstellungen R+Mg und P+Mg kommt zusätzlich zur R- bzw. P-Bremse bei einer Schnellbremsung eine Magnetschienenbremse zum Einsatz. Deren Bremsschuhe unter dem Fahrgestell werden abgesenkt und durch Magnetkraft auf den Schienenkopf gepresst. Dadurch wird die Reibungskraft unabhängig von der Rad/Schiene-Reibung unmittelbar auf die Schiene ausgeübt, womit Bremsverhältnisse bis 200 % problemlos möglich sind.
- In der Bremsstellung R+WB wird die pneumatische Bremse bei Schnellbremsungen und auf geeigneten Strecken bei Betriebsbremsungen durch eine Wirbelstrombremse unterstützt, die ein Magnetfeld längs zur Schiene erzeugt, das in der Schiene Wirbelströme induzieren. Diese Wirbelströme erzeugen entgegengesetzte Magnetfelder, die den Zug abbremsen.
- Bei Triebfahrzeugen und Triebzügen unterstützt die elektrodynamische Bremse (Rekuperationsbremsen und Widerstandsbremsen) (Bremsstellung P+E, R+E oder R+E160)[11] die Druckluftbremse des Zuges.
- Dieselhydraulisch angetriebene Fahrzeuge sind oft mit einer hydrodynamischen Bremse (Bremsstellung R+H) ausgerüstet.
- Triebfahrzeuge und Steuerwagen sind meist mit einer Zusatzbremse ausgestattet, die nichtselbsttätig und nur an diesem Fahrzeug wirkt.
- Die elektropneumatische Bremse ist eine zusätzliche Einrichtung zur Ansteuerung der Druckluftbremse, die das gleichzeitige Bremsen oder Lösen aller Fahrzeuge unabhängig von der Länge des Zuges ermöglicht. Das Triebfahrzeug ist mit einem Steuergerät ausgerüstet, das über eine elektrische Steuerleitung die elektropneumatischen Ventile der einzelnen Wagen ansteuert. Damit wird eine gleichmäßige Bremsung mit geringsten Längsdruckkräften im Zug erreicht.

Die Handbremse wird heute im Regelfall nicht mehr für die Bremsung fahrender Züge benutzt und dient nur noch zum Sichern stehender Fahrzeuge gegen Wegrollen oder zum Abbremsen ablaufender oder abgestoßender Wagen im Rangierdienst. Ausschließlich zum Sichern stillstehender Fahrzeuge geeignet ist eine seitlich am Fahrzeugrahmen angebrachte Handbremse, die daher als bodenbedienbare Feststellbremse bezeichnet wird.

## Ehemalige Bremsart I und Bremsart II bei der DR
Die Deutsche Reichsbahn unterschied seit der generellen Einführung der Druckluftbremse für Güterzüge schnell- und langsamwirkende Bremsen in zwei Bremsarten. Die schnellwirkenden Bremsen galten als Bremsart I, die langsamwirkenden Bremsen als Bremsart II. Beide Nachfolgeunternehmen behielten diese Unterteilung nach dem Ende des Zweiten Weltkrieges noch mehrere Jahrzehnte bei.
Zur Bremsart I gehörten:
- Alle Bremsen (Knorr, Westinghouse, Kunze-Knorr, Hildebrand-Knorr und Knorr-Bremse mit Einheitswirkung) in den Stellungen: P (B), S oder SS, wobei S und SS später zur Bremsstellung R zusammengefasst wurden.

Zur Bremsart II gehörten:
- die Kkg-, Hikg- und KEg-Bremsen (später Kk-G, Hik-G und KE-G) in den Stellungen Leer und Beladen
- Alle Bremsen mit G-P-Wechseln oder Zugartenwechsel-Umstellvorrichtungen in der Stellung G
- Handbremsen (bedient)[12]